# José Morales Moreno
José Morales Moreno (¿? 1851 - Valladolid, 24 de agosto de 1937) fue un médico y político español. Fue jefe superior de Administración Civil, presidente de la Academia de Medicina y Cirugía, académico de la de Bellas Artes, médico director del balneario de Medina del Campo y alcalde de Valladolid durante unos meses entre 1923 y 1924.

## Alcalde de Valladolid
José Morales Moreno fue elegido alcalde de Valladolid en sesión del 1 de octubre de 1923. Tres meses y medio después, el 16 de enero de 1924, el Pleno le concede una excedencia de tres meses para que reponga su salud de una grave enfermedad, ocupando el cargo de forma interina el concejal señor Vaca, hasta el 30 de enero, y el teniente de alcalde Álvaro Olea y Pimentel a partir de ese día. Sin embargo, el 6 de abril se constituye el nuevo ayuntamiento sin que Morales Moreno se hubiera reincorporado al puesto, siendo elegido alcalde Blas Sierra Rodríguez.